# HomePod Mini
Le HomePod Mini (typographié HomePod mini) est une enceinte connectée développée par Apple. C'est une version sphérique d'environ 10 cm de diamètre, plus petite et moins chère que le HomePod d'Apple et disponible en 5 couleurs : gris sidéral, bleu, blanc, jaune et orange. Le 15 juillet 2024, Apple présente une nouvelle couleur minuit qui remplacera le gris sidéral.
En même temps que sa sortie le 13 octobre 2020, Apple annonce un nouveau firmware pour le HomePod et le HomePod Mini pour améliorer l'intégration Continuity (en) et Handoff ; autoriser Siri à reconnaître jusqu'à six voix différentes et personnaliser les réponses, et l'ajout d'une fonctionnalité « interphone », qui permet aux utilisateurs avec plus d'un HomePod de communiquer entre eux, ou depuis un iPhone, un iPad, un iPod Touch, une Apple Watch ou CarPlay,.
Le HomePod mini supporte le protocole réseau Thread, soutenu par le groupe de travail Connected Home over IP (en).
L'enceinte possède un transducteur à large bande et deux radiateurs passifs, un guide d’ondes acoustiques sur mesure pour un champ sonore à 360° et un traitement audio informatique pour un réglage sonore en temps réel. Il est également équipé de quatre microphones pour que Siri puisse écouter les requêtes,.
Le HomePod mini fonctionne avec la puce S5 d'Apple. Il s'agit de la même puce que celle intégrée dans l'Apple Watch Series 5. Quant à ses caractéristiques sans fil, le HomePod mini est équipé d'un Wi-Fi 802.11n (Wi-Fi 4), du Bluetooth 5 et une puce Ultra wideband (UWB) pour détecter les appareils à proximité.
L'enceinte est conçue pour fonctionner entre 0 et 35 degrés, avec une humidité comprise entre 5 et 90 % et à une altitude maximale de 3 000 m.
Elle fonctionne avec au minimum un iPhone SE (1re génération), un iPhone 6s (ou modèles ultérieurs), un iPod Touch (7e génération) avec la dernière version d'iOS ; ou un iPad Pro, iPad (5e génération ou modèles ultérieurs), un iPad Air 2 (ou modèles ultérieurs) ou un iPad mini 4 (ou modèles ultérieurs) avec la dernière version d’iPadOS.
En janvier 2023, la mise à jour 16.3 du système d'exploitation des HomePod apporte l'activation du capteur de température et d'humidité. L'application HomeKit va pouvoir ainsi afficher la température et le taux d'humidité de l'endroit où est posé l'appareil.

## Impact environnemental
Selon le rapport d'Apple, le HomePod mini émet 42 kg de CO2, dont 37% lors de son utilisation.